# Марковання
Марко́вання, також маркува́ння, маркірува́ння — нанесені на виріб знаки, які характеризують цей виріб. До знаків відноситься: текст, умовні позначення та малюнки на паковання та (чи) продукцію.
Табличка марковальна — пластина, на яку нанесено марковання (текст, умовне позначення, рисунок), яке характеризує виріб.
Згідно з ДСТУ, слід розрізняти терміни марко́вання і маркува́ння: перший означає знаки на виробі, другий — процес їх нанесення, втім, іноді їх об'єднують спільним терміном «маркування». Крім того, щодо знаків на виробах можуть вживати і термін маркірува́ння (СУМ-11 згадує це слово тільки в значенні «розмічання борозенок на полі маркером»).

## Марковання спожиткових тари і паковання

#### Передбачається за такими елементами[7]:
- марковання за видом матеріалу та його складом;
- марковання можливості вторинного переробляння;
- марковання можливості багаторазового використовування;
- марковання, за яким можна визначити виробника;

#### Способи[7]:
- фарбування за допомогою трафарету;
- друкарським способом;
- штемпелюванням;
- випалюванням;
- видавлюванням;
- спеціальними маркувальними машинами;
- під час виготовлення тари в пресформі або іншим способом, відповідність маркувальних знаків.

#### Маркування поділяють на[8]
- Транспортне;
- Споживче ― маркування, що містить інформацію щодо виробника, кількості, якості та ціни продукції, способів поводження з нею під час споживання, а також рекламує продукцію.
- Знаки небезпеки;
- Маніпуляційні знаки;
- Попереджувальні написи;
- Знаки екологічності;
- Ярлик (Наліпка);
- Штрихове кодування;

#### За місцем нанесення
- Виробниче маркування ― текст, умовні позначення або малюнок, нанесені виготовлювачем (виконавцем) на товар і (або) упаковування та (або) інші носії інформації.
- Торгівельне маркування ― текст, умовні позначення або малюнок, нанесені продавцем на товарні або касові чеки, паковання і (або) товар.

## Маркування в інших сферах
- Маркування туристських маршрутів
- Енергетичне маркування[9] — інформування споживача про рівень ефективності споживання продуктом енергетичних та інших основних ресурсів, а також надання додаткової інформації шляхом використання енергетичної етикетки;
- Екологічне марковання[10]